# هنده عياري
هنده عياري (بالفرنسية: Henda Ayari)‏ من مواليد 4 ديسمبر 1976 في روان، فرنسا، هي كاتبة فرنسية وناشطة نسوية وعلمانية. كانت في السابق من المسلمين السلفيين، في عام 2015 أسست جمعية ليبيراتريس، التي تساعد في الدفاع عن النساء ومنع التطرف. وفي عام 2016، نشرت سيرتها الذاتية. وفي أكتوبر 2017 اتهمت الأكاديمي طارق رمضان باغتصابها.